# 川西长尾鼩
川西长尾鼩（学名：Soriculus hypsibia）为鼩鼱科长尾鼩属的动物，是中国的特有物种。分布于陕西、云南、甘肃、河北、四川、西藏等地，主要生活于山地森林。该物种的模式产地在四川平武。

## 亚种
- 川西长尾鼩指名亚种（学名：Soriculus hypsibia hypsibia），Winton于1899年命名。在中国大陆，分布于西藏、陕西、云南、四川等地。该物种的模式产地在四川平武。[2]
- 川西长尾鼩甘肃亚种（学名：Soriculus hypsibia lamula），Thomas于1912年命名。在中国大陆，分布于甘肃（南部）等地。该物种的模式产地在甘肃临潭。[3]
- 川西长尾鼩河北亚种（学名：Soriculus hypsibia larvarum），Thomas于1911年命名。在中国大陆，分布于河北等地。该物种的模式产地在北京东陵。[4]